# مارسلوس الأول
البابا القديس مارسلوس الأول (باللاتينية: Marcellus I) ـ (عام الميلاد مجهول - توفي في روما في 16 يناير 309) هو بابا الكنيسة الكاثوليكية من مايو 308 إلى يناير 309). خلف البابا مارسيلينوس في مايو أو يونيو 308، أي بعد بضع سنوات من خلو منصبه.
قام الإمبراطور الروماني مكسنتيوس بنفي البابا مارسلوس الأول من روما سنة 309، وتوفي مارسلوس في العام ذاته، ليخلفه البابا أوسابيوس، وتوجد رفاته تحت مذبح كنيسة القديس مارسلوس أل كورسو في روما، ويحتفل بعيده سوياً في السادس عشر من يناير.